# زنبق‌های نرم‌پیاز
زنبق‌های نرم‌پیاز (نام علمی: Iris subg. Scorpiris) نام یک زیرسرده از سرده زنبق است.